# Hadrodelphis
Hadrodelphis  — вимерлий рід дельфіновидих ссавців. Рештки були знайдені в формації Калверт середнього міоцену (лангіану) Сполучених Штатів.

## Таксономія
Harodelphis подібний до Macrokentriodon своїм більшим розміром і великим зубним діаметром. Попри те, що його традиційно відносять до Kentriodontidae, нещодавні кладистичні аналізи виявили його разом з Macrokentriodon у кладі з Kampholophos як сестрою верхівки Delphinida і більше, ніж Kentriodon і Rudicetus.
Hadrodelphis poseidon був описаний з двох ізольованих зубів з міоценових відкладів у західно-центральній Франції в 1971 році, але його дійсність була поставлена під сумнів Доусоном (1996).